# Камачо, Хуанхо
Хуанхо Камачо (англ. Juanjo Camacho; родился 2 августа 1980 года), более известный как Хуаниньо — испанский футболист, полузащитник. Игрок молодёжных сборных Испании. Старший брат футболиста Игнасио (Начо) Камачо.

## Клубная карьера
Хуанхо родился в Валенсии, Валенсийское сообщество. Камачо начинал свою профессиональную карьеру в «Реал Сарагосе», но играл только за резервную команду в третьем дивизионе, также побывав один сезон в аренде в «Рекреативо» из города Уэльва, играющем во втором дивизионе. Покинув команду, он отправился в аренду в «Реал Кастилью», играющем в третьем дивизионе.